# Hypogenes
Hypogenes is een kevergeslacht uit de familie van de boktorren (Cerambycidae). De wetenschappelijke naam van het geslacht werd voor het eerst geldig gepubliceerd in 2011 door Villiers, Quentin & Vives.

## Soorten
Hypogenes omvat de volgende soorten:
- Hypogenes octomaculatus Villiers, Quentin & Vives, 2011
- Hypogenes sexmaculatus Villiers, Quentin & Vives, 2011